# جون دبليو بيشتر
جون ويليام بيشتر إس جيه ولد باسم يوهان فيلهلم بيشتر ؛ تُلفظ بالألمانية: [ˈjoːhan ˈvɪlhɛlm ˈbɛʃtɐ] ؛[بحاجة لتوضيح النطق] 20 مايو 1763 – 6 يناير 1842) كان كاهنًا كاثوليكيًا ويسوعيًا من دوقية لوكسمبورغ في هولندا النمساوية . هاجر إلى الولايات المتحدة كمبشر عام 1807 ، حيث عمل في المناطق الريفية في بنسلفانيا وماريلاند . كان بيشتر آخر قس يسوعي لكنيسة القديسة ماري في لانكستر ، وكذلك راعي كنيسة القديس يوحنا الإنجيلي في بالتيمور بولاية ماريلاند . كما كان قسيسًا في العديد من الكنائس الأخرى الناطقة بالألمانية في ولاية بنسلفانيا.
تخلل عمل بيشتر الوزاري فترة من الوقت كرئيس للمبتدئين اليسوعيين الجدد في وايت مارش مانور ، بالإضافة إلى فترة قصيرة كرئيس لكلية جورج تاون في عام 1829. أثناء وجوده في ماريلاند ، انضم إلى اليسوعيين الأوروبيين القاريين في الولايات المتحدة ، الذين أيدوا ملكية للقيادة الكنسية. بعد رئاسته ، بقي بيشتر في جامعة جورجتاون لمدة عام أستاذًا للغة الألمانية ، قبل أن يعود إلى بارادايس ، بنسلفانيا ، حيث عاش آخر اثنتي عشرة سنة من حياته ككاهن.

## وقت مبكر من الحياة
ولد يوهان فيلهلم بيشتر في 20 مايو 1763 ،  في دوقية لوكسمبورغ ،   الواقعة في هولندا النمساوية ، وهي جزء من الإمبراطورية الرومانية المقدسة .  بينما لا يُعرف الكثير عن حياته في الصغر، ذكر رئيس الأساقفة جون كارول أنه قبل الإبحار إلى العالم الجديد من أمستردام في عام 1807 ، كان بيشتر قسًا وعميدًا في لوكسمبورغ. 
بعد وصوله إلى الولايات المتحدة ، تم قبوله في جمعية يسوع في 10 أكتوبر 1807 ،  وغير إلى اسمه باسم جون ويليام بيشتر .  في 22 أغسطس 1809 ، ومرة أخرى في 21 أبريل 1814 ، قدم التماسات للحصول على الجنسية أثناء وجوده في مقاطعة لانكستر ، بنسلفانيا . 

## التبشيرية في الولايات المتحدة

### بنسلفانيا
في العام الذي وصل فيه بيشتر إلى الولايات المتحدة ، تم تعيينه كاهنًا في كنيسة القديسة ماري في لانكستر بولاية بنسلفانيا .  بحلول العام التالي ، أصبح راعيًا للكنيسة ،  مما جعله القس اليسوعي الوحيد للقديس ماري بعد استعادة الجمعية في أمريكا.  على الرغم من تعيينه في سانت ماري ، فقد نال مدح رئيس الأساقفة كارول لخدمته في وقت واحد لثلاث تجمعات في المنطقة ، والتي تضم رعايا أمريكيين وألمان وأيرلنديين .  أدى تعيينه كقس إلى تهدئة خلاف قائم داخل الرعية حول جنسية ولغة القس. لم يكن القس السابق لبيشتر ، هيرمان جيه ستويكر ، بارعا في اللغة الإنجليزية ، مما أثار ذعر المصلين الإيرلنديين. كان ستويكر قد خلف فرانسيس فيتزسيمونز ، وهو إيرلندي لا يستطيع التحدث باللغة الألمانية ، الأمر الذي أزعج غالبية الألمان من أبناء الرعية. إتقان بيشتر للغة الإنجليزية بالإضافة إلى لغته الأم الألمانية حلاً مرضيًا للنزاع. 

### اقتباسات
1. 1 2  Devitt 1911
2. ↑  Buckley 2013، صفحة 127
3. 1 2 3  Woodstock Letters 1901
4. ↑  "Lancaster County, Pennsylvania Naturalization Index 1800–1906". Lancaster County, Pennsylvania. مؤرشف من الأصل في 2019-02-28. اطلع عليه بتاريخ 2019-02-28.
5. 1 2  Sener 1894
6. ↑  "Lancaster County, Pennsylvania Naturalization Index 1800–1906". Lancaster County, Pennsylvania. مؤرشف من الأصل في 2019-02-28. اطلع عليه بتاريخ 2019-02-28."Lancaster County, Pennsylvania Naturalization Index 1800–1906". Lancaster County, Pennsylvania. Archived from the original on February 28, 2019. Retrieved February 28, 2019.
7. ↑  Devitt 1933
8. 1 2  Häberlein 2009